# Palazzo Augarten
Il Palazzo Augarten (Palais Augarten) è un palazzo barocco del distretto viennese di Leopoldstadt. Malgrado i grandi danni subiti a seguito della Seconda guerra mondiale, il palazzo ha mantenuto l'aspetto originario e gran parte del mobilio d'epoca è ancora oggi qui conservato.
Il Palazzo Augarten è conosciuto al grande pubblico soprattutto perché è la scuola e la sede principale del gruppo corale de I piccoli cantori di Vienna.

## Storia
Nel 1667 avvenne la prima assoluta di La Germania esultante di Antonio Cesti.
Quando nel 1712 l'Imperatore Carlo VI d'Asburgo chiese all'architetto di giardini Jean Trehet di ridisegnare in forme barocche il parco di Augarten, qui si trovava già un palazzo che era stato costruito sul finire del Seicento dall'architetto Johann Bernhard Fischer von Erlach su commissione del possidente Zacharias Leeb. Nel 1780 il palazzo passò tra le proprietà dell'Imperatore Giuseppe II e da allora rimase stabilmente alla famiglia imperiale che vi ospitò anche personaggi illustri in visita quali Richard Wagner, Franz Liszt e Hans Makart.
Palazzo Augarten divenne un luogo storico soprattutto nell'Ottocento per le grandi feste che qui si tenevano, accompagnate da balli grandiosi. Il più sfarzoso di questi si tenne nel 1873 in occasione della visita dello zar Alessandro II di Russia. Nel 1897 il palazzo venne rimodellato in alcune sue forme per divenire la residenza dell'arciduca Ottone d'Asburgo-Lorena, nipote di Francesco Giuseppe d'Austria.
Con l'avvento della repubblica e la fine della monarchia, il palazzo divenne di proprietà statale e dal 1934 al 1936 fu residenza del Cancelliere austriaco Kurt Schuschnigg. Durante la seconda guerra mondiale lo stabile venne pesantemente danneggiato dai bombardamenti ma subito sottoposto ad un'attenta opera di restauro che dal 1948 lo consegnò al coro dei piccoli cantori di Vienna. Qui si trova ancora oggi la storica manifattura di porcellane Augarten Porzellan.